# Hosophora
Hosophora is een geslacht van halfvleugeligen uit de familie Aphrophoridae. De wetenschappelijke naam van dit geslacht is voor het eerst geldig gepubliceerd in 1942 door Matsumura.

## Soorten
Het geslacht Hosophora omvat de volgende soorten:
- Hosophora nomurella Matsumura, 1942
- Hosophora rarasana Matsumura, 1942